# 林立文
林立文（1969年—），中國前男子羽球運動員。
林立文最大的成功是代表中國贏得1997年蘇迪曼盃混合團體世界冠軍。在對陣韓國隊的決賽中，他與陳興東一起出賽男子雙打，以15:7和15:2的比分贏了姜京珍/河泰權組合；協助中國隊以5-0戰勝對手。在個人項目中，他贏得了1996年的挪威羽毛球國際賽和1991年的伊朗羽毛球國際賽的男子單打冠軍。